# Gultrum butanés
El gultrum (en dzongkha: ) es la unidad monetaria de Bután desde 1974, cuando reemplazó a la Rupia. Está dividido en 100 chhertum o chetrums. El gultrum tiene la paridad fijada con la rupia india, debido a que la India asiste al gobierno butanés desde la década de 1960 en el desarrollo económico del país.

## Historia
Tradicionalmente los intercambios comerciales en Bután se materializaban por medio de un sistema de trueque de productos alimenticios, lana, telas tejidas a mano y otros productos locales. Comenzaron a acuñarse monedas en plata a finales del siglo XVIII, principalmente para su uso en el comercio con las llanuras. A estos le siguieron monedas acuñadas en aleaciones de plata, cobre o latón, que se utilizaban principalmente para compras de menores volúmenes. Estas piezas, conocidas como "Ma-trum" o "Chhe-trum", fueron acuñadas por varios jefes locales, más que por el gobierno central. La producción de monedas continuó en el siglo XX bajo el reinado del primer rey, Druk Gyalpo Ugyen Wangchuck (1907-26), época en la cual se mejoró la calidad de la acuñaciónbde las monedas. En 1928/29, durante el reinado del segundo rey, Druk Gyalpo Jigme Wangchuck (1926-52), se introdujeron en circulación monedas de plata y cobre finamente elaboradas a máquina, lo que marcó el comienzo de la acuñación moderna en Bután. Sin embargo, a lo largo de este período, el uso de monedas siguió siendo limitado y el trueque siguió siendo el medio predominante para realizar transacciones, e incluso a los funcionarios del gobierno se les pagaba en especie, en lugar de en efectivo. A mediados de la década de 1950, durante el reinado del tercer rey, Druk Gyalpo Jigme Dorji Wangchuck (1952-72), la economía comenzó a monetizarse gradualmente, y se inició la producción de monedas en cobre y níquel. En 1968, se estableció el Banco de Bután como un paso más hacia la monetización total. En ese momento, la mayoría de los salarios se pagaban en efectivo, en lugar de en especie.
En 1974 se produjo una reforma monetaria con la emisión por parte del Ministerio de Finanzas de los primeros billetes, coincidiendo con la coronación de Druk Gyalpo Jigme Singye Wangchuck. En consecuencia, la unidad monetaria se estandarizó, siendo 100 Chhetrum equivalentes a 1 gultrum, la nueva unidad monetaria que reemplazó a la rupia butanesa. En 1982 se estableció la Autoridad Monetaria Real de Bután (RMA) para actuar como el banco central del reino. La RMA inició sus operaciones en 1983, cuando asumió la responsabilidad de todos los billetes y monedas emitidos anteriormente por el Ministerio de Finanzas.
En la actualidad, los billetes en Bután se emiten en denominaciones de Nu.1, Nu.5, Nu.10, Nu.20, Nu.50, Nu.100, Nu.500 y Nu.1000. También se emitieron billetes de Nu.2 aunque se han discontinuado, mientras que los billetes de Nu.1 coexisten con monedas de idéntico poder cancelatorio. No obstante, todos los billetes emitidos se consideran de curso legal.
Las monedas en circulación tienen las siguientes denominaciones: 5, 10, 20, 25, 50 Chhertum y 1 gultrum.
El nombre de la divisa proviene de la unión de dos palabras de dos idiomas distintos: del Dzongkha "ngul", que significa plata y "trum", una palabra prestada del hindi que significa dinero.

## Monedas

#### Primera serie (1974-1975)
En 1974, se introdujeron monedas de 5 y 10 chetrum de aluminio, 20 chetrum de bronce-aluminio, 25 chetrum y 1 gultrum de cuproníquel. La moneda de 5 chetrum era cuadrada y la de 10 chetrum ondulada. 
|  |  | 5 Chetrum  | 1974-1975 | Aluminio           | Liso     | 22,00 | 1,50 | 5 CHETRUMS - Rueda del dharma             | Jigme Singye Wangchuck - BHUTAN - འབྲུག - año de acuñación                     |
|  |  | 10 Chetrum | 1974      | Aluminio           | Liso     | 26,00 | 2,30 | 10 CHETRUMS - Nudo infinito               | Jigme Singye Wangchuck - BHUTAN - འབྲུག - año de acuñación                     |
|  |  | 10 Chetrum | 1975      | Aluminio           | Liso     | 26,00 | 2,30 | 10 CHETRUMS - Amapola azul - BHUTAN - འབྲུག | Campesina - Espigas de trigo - INTERNATIONAL WOMEN'S YEAR - año de acuñación |
|  |  | 20 Chetrum | 1974      | Bronce de aluminio | Estriado | 22,00 | 4,50 | 20 CHETRUMS - Amapola azul - BHUTAN - འབྲུག | Campesino labrando - Espigas de trigo - FOOD FOR ALL - año de acuñación      |
|  |  | 25 Chetrum | 1979      | Cuproníquel        | Estriado | 21,00 | 2,60 | 25 CHETRUMS - Peces dorados de la fortuna | Jigme Singye Wangchuck - BHUTAN - འབྲུག - año de acuñación                     |
|  |  | 1 gultrum  | 1979      | Cuproníquel        | Estriado | 28,00 | 7,90 | 1 gultrum - Escudo de Bután               | Jigme Singye Wangchuck - BHUTAN - འབྲུག - año de acuñación                     |

#### Segunda serie (1979-presente)
En 1979 se introdujo una nueva serie que consistía en monedas de 5 y 10 chhertum de bronce, 25, 50 chhertum y 1 gultrum de cuproníquel.
Solo algunas monedas circulan en la actualidad. Cuando una persona compra algún producto, en lugar de cambio, generalmente se le dangolosinas o cajas de fósforos a cambio. Otras veces, se les da papel moneda. De acuerdo con la Autoridad Monetaria Real de Bután (RMA), el uso de monedas ayuda a frenar la manipulación de los precios de los productos básicos en el mercado.
Según Nicholas Rhode, en su libro "Coinage in Bhutan" publicado por el Centro de Estudios de Bután, hasta la década de 1950, las antiguas monedas de cobre se habían utilizado ampliamente en el territorio butanés, junto con las monedas de la rupia india, el betam tibetano y las antiguas monedas de plata Cooch Behar.
La RMA se hizo cargo de la atribución de la acuñación de monedas, anteriormente bajo responsabilidad del Ministerio de Finanzas, en el año 2000. Hacia 1998 se encontraban en circulación monedas por un total de Nu. 4.657.100. En 2000, se acuñaron 2.016.000 piezas de 25 chhertum de acero bañado en bronce de aluminio en la Royal Mint, debido a que en Bután no existe matricería para la producción de monedas a escala industrial. En 2003, se acuñaron cinco millones de monedas de 25 chhertrum en la Royal Mint del Reino Unido. Es decir, un total de NU. 1.250.000.
Namgay Tshering, el oficial de divisas de la RMA, resolvió suspender la acuñación de monedas junto al resto de la junta directiva durante 2005. Explicó que “Decidimos dejar de acuñar monedas porque hemos notado que la gente no las utiliza”, también declaró que en el año 2000 detectaron que algunas personas estaban fundiendo las monedas de 25 chhertum para venderlas como metal, ya que el valor del mismo era superior al valor facial de las monedas. Otras personas las empleaban en la elaboración de komas y japthas.
En 2005, la RMA organizó una campaña para popularizar las monedas. Dividieron a Thimphu en diferentes sectores y enviaron personas a distribuir monedas en paquetes de diferentes denominaciones. Pero esta campaña culminó sin éxito, ya que la mayoría de la gente de Bután no empleó las monedas para sus compras una vez que las recibían.
Las monedas conmemorativas con motivos de la coronación de Jigme Khesar Namgyel Wangchuck y las celebraciones del centenario se acuñaron en Singapur. Estas monedas de cuproníquel fueron financiadas por la Secretaría Nacional para la Coronación y Celebraciones del Centenario. La RMA financió la acuñación de monedas de oro y plata. El costo de las monedas se basó en los precios de los metales preciosos en el mercado internacional.
| Serie de monedas en circulación (1979-presente) | Serie de monedas en circulación (1979-presente) | Serie de monedas en circulación (1979-presente) | Serie de monedas en circulación (1979-presente) | Serie de monedas en circulación (1979-presente) | Serie de monedas en circulación (1979-presente) | Serie de monedas en circulación (1979-presente) | Serie de monedas en circulación (1979-presente) | Serie de monedas en circulación (1979-presente)                                                                         | Serie de monedas en circulación (1979-presente)                                                                                                | Serie de monedas en circulación (1979-presente) | Serie de monedas en circulación (1979-presente) |
| Imagen                                          | Imagen                                          | Valor                                           | Parámetros                                      | Parámetros                                      | Parámetros                                      | Descripción                                     | Descripción                                     | Descripción | Descripción | Fecha de emisión                                |                                                 |
| Reverso                                         | Anverso                                         | Valor                                           | Diámetro                                        | Espesor                                         | Peso                                            | Composición                                     | Canto                                           | Reverso | Anverso | Fecha de emisión                                |                                                 |
| ----------------------------------------------- | ----------------------------------------------- | ----------------------------------------------- | ----------------------------------------------- | ----------------------------------------------- | ----------------------------------------------- | ----------------------------------------------- | ----------------------------------------------- | --- | --- | ----------------------------------------------- | ----------------------------------------------- |
|                                                 |                                                 | 5 Chhetum                                       | 17,15mm                                         | 1 mm                                            | 1,9 g                                           | Bronce                                          | Liso                                            | ··· ངྱད་ཀྲམ་ལྱ་ ། ··· Símbolos entre líneas verticales y barras horizontales FIVE CHHERTUM                                 | ROYAL GOVERNMENT OF BHUTAN Símbolos entre líneas verticales y barras horizontales 1979                                                         | 1979                                            |                                                 |
|                                                 |                                                 | 10 Chhertum                                     | 20,35 mm                                        | 1,39 mm                                         | 3,6 g                                           | Bronce                                          | Liso                                            | ··· ཕྱེད་ཀྲམ་བ-་ཐས།· ··· Ocho símbolos budistas venerados y en el centro la palabra "Bután" en Dzongkha. TEN CHHERTUM      | ROYAL GOVERNMENT OF BHUTAN Concha de caracol (uno de los 8 venerados símbolos budistas) 1979                                                   | 1979                                            |                                                 |
|                                                 |                                                 | 20 Chetrums                                     | 22 mm                                           | 1,89 mm                                         | 4,5 g                                           | Bronce de aluminio                              | Estriado                                        | འབྲུག BHUTAN Amapola azul 20 CHETRUMS-ཕྱིང་ཊམ                                                                               | Campesino labrando espigas de trigo FOOD FOR ALL ཀུནཡ་བཟའ་བཏང་ 1974                                                                             | 1974                                            |                                                 |
|                                                 |                                                 | 25 Chhertum                                     | 21,95 mm                                        | 1,8 mm                                          | 4,6 g                                           | Cuproníquel                                     | Estriado                                        | ··· ཕྱེད་བམ་ཉརེ་ལྼ།··· Dorje TWENTY FIVE CHHERTUM                                                                           | ROYAL GOVERNMENT OF BHUTAN Dos peces dorados de la buena fortuna 1979                                                                          | 1979                                            |                                                 |
|                                                 |                                                 | 25 Chhertum                                     | 22,2 mm                                         | 1,8 mm                                          | 4,45 g                                          | Acero revestido en bronce de aluminio           | Estriado                                        | ··· ཕྱེད་བམ་ཉརེ་ལྼ།··· Dorje TWENTY FIVE CHHERTUM                                                                           | ROYAL GOVERNMENT OF BHUTAN Dos peces dorados de la buena fortuna 1979                                                                          | 1979 (acuñadas en 2000 y 2003)                  |                                                 |
|                                                 |                                                 | 50 Chhertum                                     | 28,85 mm                                        | 1,7 mm                                          | 6,9 g                                           | Cuproníquel                                     | Estriado                                        | ··· -ད་ཀྲམ་ལྼ་བཋེ །··· Ocho símbolos budistas venerados y en el centro la palabra "Bután" en Dzongkha. FIFTY CHHERTUM      | ROYAL GOVERNMENT OF BHUTAN Jarrón del tesoro (uno de los 8 símbolos budistas venerados) 1979                                                   | 1979                                            |                                                 |
|                                                 |                                                 | 1 gultrum                                       | 27,95 mm                                        | 1,7 mm                                          | 8,2g                                            | Cuproníquel                                     | Estriado                                        | ··· དངུལ་ཀྲམ་གཙིག། ··· Ocho símbolos budistas venerados y en el centro la palabra "Bután" en idioma Dzongkha. TEN CHHERTUM | ROYAL GOVERNMENT OF BHUTAN Escudo de armas dentro del círculo, Rueda del Dharma sobre un loto (uno de los 8 símbolos budistas venerados). 1979 | 1979                                            |                                                 |
| 27,8 mm                                         | 1,91 mm                                         | 1 gultrum                                       | 7,9 g                                           | Acero revestido en Cuproníquel                  | 1979 (acuñadas en 2000, 2003 y 2008)            |                                                 | Estriado                                        | ··· དངུལ་ཀྲམ་གཙིག། ··· Ocho símbolos budistas venerados y en el centro la palabra "Bután" en idioma Dzongkha. TEN CHHERTUM | ROYAL GOVERNMENT OF BHUTAN Escudo de armas dentro del círculo, Rueda del Dharma sobre un loto (uno de los 8 símbolos budistas venerados). 1979 |                                                 |                                                 |

## Billetes
En 1974, el gobierno de Bután introdujo billetes de 1, 5 y 10 gultrum, seguidos en 1978 de los de 100 gultrum, y en 1981 las denominaciones de 2, 20 y 50 gultrum. En 1986 la Real Autoridad Monetaria de Bután asumió las competencias de emisión de billetes, introduciendo denominaciones de 1, 5, 10, 20, 50, 100 y 500 gultrum. 
En 2006, con la ascensión al trono del nuevo rey, se ha emitido una nueva serie de billetes, con nuevas medidas de seguridad, y que cambia sus diseños en algunas denominaciones.
| Imagen del anverso                              | Imagen del reverso                              | Denominación | Color predominante | Dimensiones | Descripción del anverso                                                  | Descripción del reverso                                                          |
| ----------------------------------------------- | ----------------------------------------------- | ------------ | ------------------ | ----------- | ------------------------------------------------------------------------ | -------------------------------------------------------------------------------- |
| Archivo:1 gultrum banknote 1st series (A).png   | Archivo:1 gultrum banknote 1st series (B).png   | 1 gultrum    | Azul               | 114 x 62 mm | 1 - Escudo de armas - Dragones                                           | 1 - ONE gultrum - Simtokha Dzong - ROYAL MONETARY AUTHORITY OF BHUTAN            |
|                                                 |                                                 | 5 gultrum    | Rojo               | 130 x 62 mm | 5 - Escudo de armas - Dragones                                           | 5 - FIVE gultrum - Paro Rinpung Dzong - ROYAL MONETARY AUTHORITY OF BHUTAN       |
| Archivo:10 gultrum Vorderseite.jpg              | Archivo:10 gultrum Rückseite.jpg                | 10 gultrum   | Violeta            | 140 x 70 mm | 10 - Escudo de armas - Caracol de concha blanca - Jigme Singye Wangchuck | 10 - TEN gultrum - Paro Rinpung Dzong - ROYAL MONETARY AUTHORITY OF BHUTAN       |
| Archivo:20 gultrum Vorderseite.jpg              | Archivo:20 gultrum Rückseite.jpg                | 20 gultrum   | Amarillo/Verde     | 152 x 70 mm | 20 - Escudo de armas - Rueda del dharma - Jigme Dorji Wangchuck          | 20 - TWENTY gultrum - Punakha Dzong - ROYAL MONETARY AUTHORITY OF BHUTAN         |
| Archivo:50 gultrum Vorderseite.jpg              | Archivo:50 gultrum Rückseite.jpg                | 50 gultrum   | Rosa               | 155 x 70 mm | 50 - Escudo de armas - Rueda del dharma - Jigme Dorji Wangchuck          | 50 - FIFTY gultrum - Trongsa Dzong - ROYAL MONETARY AUTHORITY OF BHUTAN          |
| Archivo:100 gultrum Vorderseite.jpg             | Archivo:100 gultrum Rückseite.jpg               | 100 gultrum  | Verde              | 161 x 70 mm | 100 - Escudo de armas - Norbu Rimpochhe - Jigme Singye Wangchuck         | 100 - ONE HUNDRED gultrum - Tashichho Dzong - ROYAL MONETARY AUTHORITY OF BHUTAN |
| Archivo:500 gultrum banknote 1st series (A).png | Archivo:500 gultrum banknote 1st series (B).png | 500 gultrum  | Rojo               | 160 x 70 mm | 500 - Escudo de armas - Norbu Rimpochhe - Ugyen Wangchuck                | 500 - FIVE HUNDRED gultrum - Punakha Dzong - ROYAL MONETARY AUTHORITY OF BHUTAN  |

| Denominación | Color predominante      | Descripción del anverso                                       | Descripción del reverso                                                            |
| ------------ | ----------------------- | ------------------------------------------------------------- | ---------------------------------------------------------------------------------- |
| 1 gultrum    | Azul                    | 1 - Escudo de armas - Dragones                                | 1 - ONE gultrum - Simtokha Dzong - ROYAL MONETARY AUTHORITY OF BHUTAN              |
| 5 gultrum    | Amarillo/Granate        | 5 - Rueda del dharma - Dragones                               | 5 - FIVE gultrum - Taktshang - ROYAL MONETARY AUTHORITY OF BHUTAN                  |
| 10 gultrum   | Azul                    | 10 - Caracol de concha blanca - Jigme Singye Wangchuck        | 10 - TEN gultrum - Paro Dzong - ROYAL MONETARY AUTHORITY OF BHUTAN                 |
| 20 gultrum   | Verde/Amarillo          | 20 - Rueda del dharma - Jigme Khesar Namgyal Wangchuck        | 20 - TWENTY gultrum - Punakha Dzong - ROYAL MONETARY AUTHORITY OF BHUTAN           |
| 50 gultrum   | Rosado/Naranja/Verde    | 50 - Jigme Khesar Namgyel Wangchuck                           | 50 - FIFTY gultrum - Trongsa Dzong - ROYAL MONETARY AUTHORITY OF BHUTAN            |
| 100 gultrum  | Verde                   | 100 - Norbu Rimpochhe - Jigme Singye Wangchuck                | 100 - ONE HUNDRED gultrum - Tashichho Dzong - ROYAL MONETARY AUTHORITY OF BHUTAN   |
| 500 gultrum  | Rojo                    | 500 - Norbu Rimpochhe - Ugyen Wangchuck                       | 500 - FIVE HUNDRED gultrum - Punakha Dzong - ROYAL MONETARY AUTHORITY OF BHUTAN    |
| 1000 gultrum | Amarillo, Rojo y Dorado | 1000 - Jigme Khesar Namgyel Wangchuck con la Corona de cuervo | 1000 - ONE THOUSAND gultrum - Tashichho Dzong - ROYAL MONETARY AUTHORITY OF BHUTAN |